# La Diagonale du fou
Pour plus de détails, voir Fiche technique et Distribution.
La Diagonale du fou est un film franco-suisse réalisé par Richard Dembo et sorti en 1984.

## Synopsis
Pavius Fromm est un jeune génie des échecs, impétueux et provocateur. Lituanien, il a fui son pays et la mainmise soviétique, et réside en Occident. Pour la finale du championnat du monde d'échecs en Suisse, il doit affronter un compatriote bien plus âgé, Liebskind, qui a, lui, le soutien du régime.

## Fiche technique
- Titre : La Diagonale du fou
- Réalisation : Richard Dembo
- Scénario : R. Dembo
- consultant échecs : Nicolas Giffard[1] (il est notamment le créateur des parties vues à l'écran)
- Photo : Raoul Coutard
- Décors : Ivan Maussion
- Musique : Gabriel Yared
- Montage : Agnès Guillemot
- Genre : drame
- Durée : 110 minutes
- Sortie : 25 avril 1984

## Distribution
- Michel Piccoli : Akiva Liebskind
- Alexandre Arbatt : Pavius Fromm
- Liv Ullmann : Marina Fromm
- Leslie Caron  : Henia Liebskind
- Daniel Olbrychski : Tac-Tac, Ami de Liebskind
- Michel Aumont : Kerossian, Ami de Liebskind
- Wojciech Pszoniak : Felton
- Jean-Hugues Anglade : Miller
- Hubert Saint-Macary : Foldes
- Pierre Michael : Yachvili
- Serge Avédikian : Fadenko
- Pierre Vial : Anton Heller
- Bernhard Wicki : Puhl
- Jacques Boudet : Stuffli
- Benoît Régent : Barabal
- Sylvie Granotier : Dombert

## Distinctions
- Prix Louis-Delluc 1984
- Oscar du meilleur film en langue étrangère 1984 (décerné en 1985)
- César de la meilleure première œuvre 1985
- Prix de l'Académie nationale du cinéma 1984

## Autour du film
La trame du film repose sur un affrontement similaire qui eut lieu en 1978 puis 1981, entre le soviétique Anatoly Karpov et Viktor Kortchnoï, ce dernier étant le dissident, devenu apatride.